# Stefano Fiore
Stefano Fiore (Cosenza, 17 aprile 1975) è un allenatore di calcio, dirigente sportivo ed ex calciatore italiano, di ruolo centrocampista, vicecampione d'Europa con la nazionale italiana nel 2000.
In Serie A conta 321 presenze e 48 reti, nelle coppe europee 62 presenze e 9 reti, mentre in nazionale conta 38 presenze e 2 reti.

## Biografia
È sposato dal 2014 con Valentina Ioni, e dal loro matrimonio hanno avuto due figlie, Cloe e Noemi.

## Caratteristiche tecniche
Ha iniziato la carriera da centrocampista centrale, poi utilizzato prevalentemente come mezzala e successivamente come esterno destro (qualche presenza anche da trequartista e sulla fascia sinistra). Calciatore tecnico, abile con entrambi i piedi, ha fornito numerosi assist ai compagni soprattutto grazie ai cross dal fondo. Si faceva apprezzare per la precisione dei tiri dalla distanza. Per le sue caratteristiche va considerato un precursore del centrocampista moderno.

## Carriera

### Club

#### Gli inizi, Parma
Cresciuto nel settore giovanile del Cosenza, squadra della sua città natale, debutta ufficialmente nel calcioprofessionistico nella stagione 1993-1994, in Serie B. Gioca un totale di 12 partite (11 in campionato e una in Coppa Italia). Il suo primo gol in carriera arriva nel successo casalingo per 2-1 contro il Brescia.
Nel 1994 viene notato dal Parma, allora militante in Serie A, che lo acquista dai Lupi. Il suo esordio in massima serie avviene quimdi a poco più di diciannove anni in un Genoa-Parma 0-0 giocata l'11 dicembre 1994. Alla trentunesima giornata, il 13 maggio 1995, arriva anche il primo gol in campionato che vale la vittoria per 1-0 contro il Bari. In quella stagione i parmigiani conquistano, in finale contro la Juventus, la Coppa UEFA e il giovane Fiore ha così modo di fare la sua prima esperienza internazionale, accanto a giocatori come Gianfranco Zola, Fernando Couto e Dino Baggio: nella finale di ritorno disputata a Milano (la Juventus scelse di giocare a San Siro per dissidi con il comune di Torino, all'epoca gestore dell'impianto del Delle Alpi, sulla gestione degli spazi pubblicitari), e conclusasi 1-1, l'allenatore Nevio Scala lo schiera titolare. Chiude la stagione con 20 presenze totali e un gol.

#### Prestiti a Padova e Chievo
Dato che a Parma non trova tantissimo spazio, viene mandato in prestito per un anno al Padova. Qui Fiore trova più spazio in campionato, scendendo in campo 24 volte (più una in Coppa Italia) segnando un gol nel successo per 4-2 contro il Napoli. Nonostante il contributo del centrocampista cosentino, i padovani non riescono ad evitare la retrocessione in Serie B.

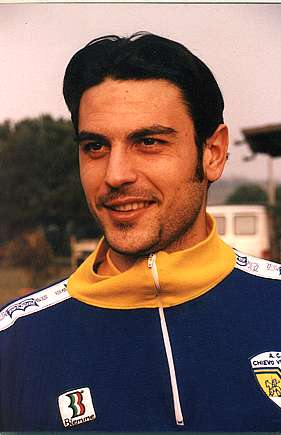
Fiore ai tempi del

L'anno seguente viene girato al Chievo, militante nella serie cadetta. A Verona, sotto la gestione di Alberto Malesani, Fiore si afferma come uno dei migliori centrocampisti del campionato, nonché uno dei talenti più promettenti del panorama calcistico italiano. Chiude l'annata con 40 presenze all'attivo, condite da 3 gol (2 in campionato e uno in Coppa Italia).

#### Il ritorno a Parma
Torna a vestire la maglia del Parma per altre due stagioni (1997-1998 e 1998-1999) diventando un titolare della formazione ducale. La prima annata la chiude giocando 26 partite in campionato, con un gol, 7 partite in Coppa Italia, con un altro gol, e altre 6 partite in UEFA Champions League. La seconda stagione invece è la migliore della storia del Parma: i gialloblu si aggiudicano la Coppa Italia ai danni della Fiorentina e per la seconda volta la Coppa UEFA battendo in finale a Mosca l'Olympique Marsiglia per 3-0. In questa stagione, Fiore ritrova Malesani, con cui si era trovato molto bene al Chievo; infatti, con 10 presenze e 2 reti, risulta essere uno dei protagonisti gialloblu della manifestazione europea. In campionato colleziona 28 presenze con una rete, mentre in Coppa ne colleziona altre 9, chiudendo la stagione con 47 presenze totali.

#### Udinese e Lazio
Viene acquistato al termine della stagione 1998-1999 a titolo definitivo dall'Udinese. A Udine, sotto la guida di Luigi De Canio, nelle stagioni 1999-2000 e 2000-2001 (fino alla 24ª giornata, quando subentrerà Luciano Spalletti), Fiore è un titolare inamovibile: 42 presenze nel primo anno in bianconero e 45 nel secondo, con un totale di 19 reti (9 in un campionato, 9 nell'altro e una in Coppa UEFA).
Già dall'estate del 2000 la Lazio si assicura, dalla squadra friulana, le prestazioni sportive di Fiore assieme a quelle di Giuliano Giannichedda, rimasti in prestito per una stagione ai Bianconeri. A Roma ritrova come allenatore Dino Zoff, tecnico con il quale Fiore aveva giocato in Nazionale agli Europei del 2000. Nel primo anno colleziona 30 presenze e 3 reti in campionato e vive il cambio di allenatore: già dalla quarta giornata la squadra viene affidata ad Alberto Zaccheroni, che non riesce a impiegarlo con efficacia. La situazione cambia con l'avvento sulla panchina laziale di Roberto Mancini, allenatore emergente che riesce a trovare per Fiore più spazio. Nelle due stagioni sotto la guida del tecnico di Jesi, nel 2002-2003 la Lazio arriva alla semifinale di Coppa UEFA e al quarto posto in campionato, al quale Fiore contribuisce con 33 presenze e 6 marcature, risultando, così, determinante nella conquista del diritto a disputare i preliminari di Champions League della stagione seguente. In questa stagione (2003-2004) i Biancocelesti si classificano al sesto posto in campionato e Fiore, oltre a collezionare 32 presenze e 8 reti in campionato, li trascina alla vittoria della Coppa Italia: nella finale di andata che si disputa a Roma, la Lazio batte la Juventus per 2-0 e Fiore realizza entrambe le reti del successo, con il suo nome che entra nel tabellino dei marcatori anche nella finale di ritorno a Torino, poiché fissa il punteggio sul 2-2 completando così la rimonta (da 0-2) della sua squadra ai danni della compagine di Marcello Lippi. Con 7 presenze e 6 reti risulta essere un protagonista della manifestazione laureandosi capocannoniere del torneo.

#### Valencia
Nell'estate del 2004 lascia Roma per andare al Valencia. In Spagna si ritrova in una squadra con molti connazionali, difatti sono presenti nella rosa Amedeo Carboni, Emiliano Moretti, Bernardo Corradi e Marco Di Vaio, e soprattutto il tecnico è Claudio Ranieri. Il 27 agosto 2004 conquista la Supercoppa UEFA ai danni del Porto, vincitore dell'ultima Champions League. A Valencia, Fiore deluderà le aspettative nella sua unica stagione, a causa proprio di diversi scontri con Ranieri, e chiuderà con 27 presenze e soli due gol, entrambi in Liga.

#### Prestiti a Fiorentina, Torino e Livorno e trasferimento al Mantova
Nella stagione 2005-2006 Fiore viene ceduto dagli iberici alla Fiorentina. Con i Viola disputa tutte le 38 partite in Serie A, mettendo a segno 6 reti; ne gioca altre 3 in Coppa Italia, con un altro gol, chiudendo con 41 presenze e 7 reti. Al termine della stagione, il Valencia non riesce a trovare l'accordo per cederlo definitivamente, a causa dello scoppio dello scandalo Calciopoli.
Fiore torna così in Spagna, restando ai margini della squadra: l'ultimo giorno di calciomercato del 2006 viene ceduto in prestito al Torino. Gioca solo sei mesi con i Granata, con cui realizza 19 presenze ed un gol in stagione, solo in campionato.
Il 31 gennaio 2007 si trasferisce al Livorno, sempre in prestito, fino al termine della stagione. Gioca altre 16 partite in campionato, con 2 gol, più altre 2 in Coppa UEFA, senza incidere.
Il 22 agosto 2007, dopo essersi svincolato dal Valencia, ha firmato un contratto della durata di un anno con il Mantova, allora militante in Serie B. La sua annata con i virgiliani si conclude con 24 presenze e 3 reti in campionato.
Nell'estate 2008 si ritrova senza contratto, e il 12 luglio 2009 si aggrega a Tarvisio al ritiro del Lecce, che si appresta a giocare in Serie B.

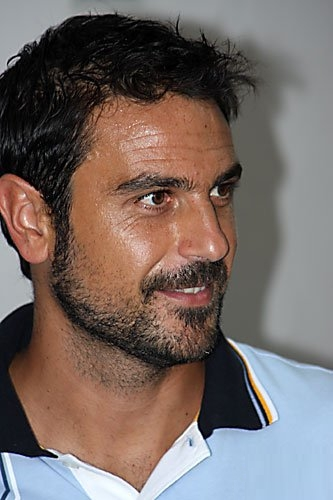
Fiore nel 2008

#### Ritorno a Cosenza e ritiro
Il 7 settembre 2009 firma per la squadra della sua città natale e dalla quale aveva iniziato la carriera calcistica, il Cosenza, appena promosso in Prima divisione. Esordisce con i rossoblu nella gara contro il Real Marcianise, terminata 1-1, mentre firma il suo primo gol sette giorni dopo nel pareggio esterno (1-1) contro la Cavese. A fine stagione sono 4 i suoi sigilli in 20 presenze di campionato.
Gli viene affidata la fascia di capitano in un'annata che diventa inaspettatamente tribolata per i problemi societari. Esordisce in questa stagione nella gara interna contro la Juve Stabia dove, fra l'altro, realizza il gol su calcio di rigore del 2-1 finale. In totale disputa 24 partite di campionato (26 se si contano anche le due sfide dei play-out contro il Viareggio) e realizza 5 gol che però non bastano a salvare il Cosenza (penalizzato di 6 punti) dalla retrocessione in Seconda Divisione.

### Nazionale
Conta 8 presenze nell'Under-21 e 3 presenze nell'Under-23, con cui ha vinto i Giochi del Mediterraneo 1997.
Esordisce in nazionale maggiore il 23 febbraio 2000, con il commissario tecnico Dino Zoff, prendendo parte ad un'amichevole giocata a Palermo contro la Svezia. Si inserisce subito nel gruppo degli Azzurri e viene convocato per il campionato d'Europa 2000, in cui segna il suo primo gol in nazionale nella seconda gara del girone contro il Belgio (2-0), e giocando tutte le partite della manifestazione  compresa la finale persa al golden gol contro la Francia.
Con il c.t. Giovanni Trapattoni continua a far parte del gruppo e trova ancora spazio, tanto da segnare il suo secondo gol in nazionale il 28 febbraio 2001 contro l'Argentina in un'amichevole disputata allo Stadio Olimpico di Roma; tuttavia non viene convocato per il campionato del mondo 2002.
Rientra nel gruppo della nazionale nel 2003, e viene convocato per il campionato d'Europa 2004, dove viene impiegato nelle 3 partite disputate dall'Italia, che viene eliminata al primo turno.
Nel 2004, dopo gli Europei, gioca alcune partite col nuovo c.t. Marcello Lippi, ma si ritira dalla nazionale nello stesso anno.

### Dopo il ritiro
Nell'estate del 2011 lavora con il Cosenza in Seconda Divisione come responsabile dell'area tecnica.
Nel novembre del 2012 consegue la qualifica da direttore sportivo a Coverciano.
Il 4 febbraio 2013 si dimette dalla carica di direttore sportivo del Cosenza. Le dimissioni vengono respinte dalla società e lo stesso Fiore decide di mettere da parte le divergenze con gli altri dirigenti fino alla fine della stagione per dare serenità all'ambiente e alla squadra, in lotta per la promozione.
Dalla stagione 2014-2015 diventa opinionista televisivo per Mediaset Premium.

### Allenatore

#### Gli inizi
Il 2 agosto 2017 viene ammesso al corso da “Allenatore Professionista di 1ª categoria - UEFA PRO” che si svolge a Coverciano da settembre e il 3 ottobre 2018 ottiene l'abilitazione.
Dal luglio 2019 è collaboratore nello staff di Massimo Oddo in entrambe le esperienze al Perugia, seguendolo successivamente, sempre con lo stesso ruolo, prima al Pescara e poi alla SPAL.

## Controversie
Il 21 aprile 2017, in seguito ad un incidente automobilistico avvenuto cinque giorni prima (nel giorno di Pasqua) a Roma, sulla SS 3, nel quale è morto un ragazzo di 22 anni, viene indagato per omicidio colposo e lesioni gravi, in quanto avrebbe causato il tamponamento che ha coinvolto complessivamente cinque macchine e ha provocato il ferimento di 12 persone. Il 10 ottobre 2018 ha patteggiato avanti il Giudice per l'Udienza preliminare del Tribunale di Roma una condanna alla pena detentiva di un anno ed undici mesi (con sospensione condizionale della pena).

## Statistiche

### Presenze e reti nei club
| Stagione        | Squadra         | Campionato      | Campionato | Campionato | Coppe nazionali | Coppe nazionali | Coppe nazionali | Coppe continentali | Coppe continentali | Coppe continentali | Altre coppe | Altre coppe | Altre coppe | Totale | Totale |
| Stagione        | Squadra         | Comp            | Pres       | Reti       | Comp            | Pres            | Reti            | Comp               | Pres               | Reti               | Comp        | Pres        | Reti        | Pres   | Reti   |
| --------------- | --------------- | --------------- | ---------- | ---------- | --------------- | --------------- | --------------- | ------------------ | ------------------ | ------------------ | ----------- | ----------- | ----------- | ------ | ------ |
| 1993-1994       | Cosenza         | B               | 11         | 1          | CI              | 1               | 0               | -                  | -                  | -                  | -           | -           | -           | 12     | 1      |
| 1994-1995       | Parma           | A               | 8          | 1          | CI              | 6               | 0               | CU                 | 6                  | 0                  | -           | -           | -           | 20     | 1      |
| 1995-1996       | Padova          | A               | 24         | 1          | CI              | 1               | 0               | -                  | -                  | -                  | -           | -           | -           | 25     | 1      |
| 1996-1997       | Chievo          | B               | 38         | 2          | CI              | 2               | 1               | -                  | -                  | -                  | -           | -           | -           | 40     | 3      |
| 1997-1998       | Parma           | A               | 26         | 1          | CI              | 7               | 1               | UCL                | 6                  | 0                  | -           | -           | -           | 39     | 2      |
| 1998-1999       | Parma           | A               | 28         | 1          | CI              | 9               | 0               | CU                 | 10                 | 2                  | -           | -           | -           | 47     | 3      |
| Totale Parma    | Totale Parma    | Totale Parma    | 62         | 3          |                 | 22              | 1               |                    | 22                 | 2                  |             | -           | -           | 106    | 6      |
| 1999-2000       | Udinese         | A               | 33         | 9          | CI              | 1               | 0               | CU                 | 8                  | 1                  | -           | -           | -           | 42     | 10     |
| 2000-2001       | Udinese         | A               | 34         | 9          | CI              | 6               | 0               | Int+CU             | 1+4                | 0                  | -           | -           | -           | 45     | 9      |
| Totale Udinese  | Totale Udinese  | Totale Udinese  | 67         | 18         |                 | 7               | 0               |                    | 13                 | 1                  |             | -           | -           | 87     | 19     |
| 2001-2002       | Lazio           | A               | 30         | 3          | CI              | 2               | 0               | UCL                | 8                  | 2                  | -           | -           | -           | 40     | 5      |
| 2002-2003       | Lazio           | A               | 33         | 6          | CI              | 5               | 1               | CU                 | 8                  | 2                  | -           | -           | -           | 46     | 9      |
| 2003-2004       | Lazio           | A               | 32         | 8          | CI              | 7               | 6               | UCL                | 8                  | 2                  | -           | -           | -           | 47     | 16     |
| Totale Lazio    | Totale Lazio    | Totale Lazio    | 95         | 17         |                 | 14              | 7               |                    | 24                 | 6                  |             | -           | -           | 133    | 30     |
| 2004-2005       | Valencia        | PD              | 20         | 2          | CR              | 1               | 0               | UCL+CU             | 3+1                | 0                  | SS+SU       | 2+0         | 0           | 27     | 2      |
| 2005-2006       | Fiorentina      | A               | 38         | 6          | CI              | 3               | 1               | -                  | -                  | -                  | -           | -           | -           | 41     | 7      |
| 2006-gen. 2007  | Torino          | A               | 19         | 1          | CI              | 0               | 0               | -                  | -                  | -                  | -           | -           | -           | 19     | 1      |
| gen.-giu. 2007  | Livorno         | A               | 16         | 2          | CI              | -               | -               | CU                 | 2                  | 0                  | -           | -           | -           | 18     | 2      |
| 2007-2008       | Mantova         | B               | 24         | 3          | CI              | 0               | 0               | -                  | -                  | -                  | -           | -           | -           | 24     | 3      |
| 2009-2010       | Cosenza         | 1D              | 20         | 4          | CI              | -               | -               | -                  | -                  | -                  | -           | -           | -           | 20     | 4      |
| 2010-2011       | Cosenza         | 1D              | 24         | 5          | CI              | 2               | 0               | -                  | -                  | -                  | -           | -           | -           | 26     | 5      |
| Totale Cosenza  | Totale Cosenza  | Totale Cosenza  | 55         | 10         |                 | 3               | 0               |                    | -                  | -                  |             | -           | -           | 58     | 10     |
| Totale carriera | Totale carriera | Totale carriera | 460+2      | 65+0       |                 | 53              | 10              |                    | 71                 | 11                 |             | 2           | 0           | 588    | 86     |

### Cronologia presenze e reti in nazionale
| Cronologia completa delle presenze e delle reti in nazionale ― Italia | Cronologia completa delle presenze e delle reti in nazionale ― Italia | Cronologia completa delle presenze e delle reti in nazionale ― Italia | Cronologia completa delle presenze e delle reti in nazionale ― Italia | Cronologia completa delle presenze e delle reti in nazionale ― Italia | Cronologia completa delle presenze e delle reti in nazionale ― Italia | Cronologia completa delle presenze e delle reti in nazionale ― Italia | Cronologia completa delle presenze e delle reti in nazionale ― Italia |
| Data                                                                  | Città                                                                 | In casa                                                               | Risultato                                                             | Ospiti                                                                | Competizione                                                          | Reti                                                                  | Note                                                                  |
| --------------------------------------------------------------------- | --------------------------------------------------------------------- | --------------------------------------------------------------------- | --------------------------------------------------------------------- | --------------------------------------------------------------------- | --------------------------------------------------------------------- | --------------------------------------------------------------------- | --------------------------------------------------------------------- |
| 23-2-2000                                                             | Palermo                                                               | Italia                                                                | 1 – 0                                                                 | Svezia                                                                | Amichevole                                                            | -                                                                     | 46’                                                                   |
| 29-3-2000                                                             | Barcellona                                                            | Spagna                                                                | 2 – 0                                                                 | Italia                                                                | Amichevole                                                            | -                                                                     | 60’                                                                   |
| 26-4-2000                                                             | Reggio Calabria                                                       | Italia                                                                | 2 – 0                                                                 | Portogallo                                                            | Amichevole                                                            | -                                                                     |                                                                       |
| 3-6-2000                                                              | Oslo                                                                  | Norvegia                                                              | 1 – 0                                                                 | Italia                                                                | Amichevole                                                            | -                                                                     | 46’                                                                   |
| 11-6-2000                                                             | Arnhem                                                                | Turchia                                                               | 1 – 2                                                                 | Italia                                                                | Euro 2000 - 1º turno                                                  | -                                                                     | 74’                                                                   |
| 14-6-2000                                                             | Bruxelles                                                             | Italia                                                                | 2 – 0                                                                 | Belgio                                                                | Euro 2000 - 1º turno                                                  | 1                                                                     | 82’                                                                   |
| 19-6-2000                                                             | Eindhoven                                                             | Italia                                                                | 2 – 1                                                                 | Svezia                                                                | Euro 2000 - 1º turno                                                  | -                                                                     | 64’                                                                   |
| 24-6-2000                                                             | Bruxelles                                                             | Italia                                                                | 2 – 0                                                                 | Romania                                                               | Euro 2000 - Quarti di finale                                          | -                                                                     |                                                                       |
| 29-6-2000                                                             | Amsterdam                                                             | Italia                                                                | 0 – 0 dts (3 – 1 dtr)                                                 | Paesi Bassi                                                           | Euro 2000 - Semifinale                                                | -                                                                     | 82’                                                                   |
| 2-7-2000                                                              | Rotterdam                                                             | Francia                                                               | 2 – 1 gg                                                              | Italia                                                                | Euro 2000 - Finale                                                    | -                                                                     | 53’                                                                   |
| 3-9-2000                                                              | Budapest                                                              | Ungheria                                                              | 2 – 2                                                                 | Italia                                                                | Qual. Mondiali 2002                                                   | -                                                                     | 80’                                                                   |
| 7-10-2000                                                             | Milano                                                                | Italia                                                                | 3 – 0                                                                 | Romania                                                               | Qual. Mondiali 2002                                                   | -                                                                     | 55’                                                                   |
| 11-10-2000                                                            | Ancona                                                                | Italia                                                                | 2 – 0                                                                 | Georgia                                                               | Qual. Mondiali 2002                                                   | -                                                                     | 76’                                                                   |
| 15-11-2000                                                            | Torino                                                                | Italia                                                                | 1 – 0                                                                 | Inghilterra                                                           | Amichevole                                                            | -                                                                     |                                                                       |
| 28-2-2001                                                             | Roma                                                                  | Italia                                                                | 1 – 2                                                                 | Argentina                                                             | Amichevole                                                            | 1                                                                     | 53’                                                                   |
| 24-3-2001                                                             | Bucarest                                                              | Romania                                                               | 0 – 2                                                                 | Italia                                                                | Qual. Mondiali 2002                                                   | -                                                                     | 60’                                                                   |
| 28-3-2001                                                             | Trieste                                                               | Italia                                                                | 4 – 0                                                                 | Lituania                                                              | Qual. Mondiali 2002                                                   | -                                                                     | 74’                                                                   |
| 25-4-2001                                                             | Perugia                                                               | Italia                                                                | 1 – 0                                                                 | Sudafrica                                                             | Amichevole                                                            | -                                                                     | 46’                                                                   |
| 1-9-2001                                                              | Kaunas                                                                | Lituania                                                              | 0 – 0                                                                 | Italia                                                                | Qual. Mondiali 2002                                                   | -                                                                     | 89’                                                                   |
| 5-9-2001                                                              | Piacenza                                                              | Italia                                                                | 1 – 0                                                                 | Marocco                                                               | Amichevole                                                            | -                                                                     | 53’                                                                   |
| 7-11-2001                                                             | Saitama                                                               | Giappone                                                              | 1 – 1                                                                 | Italia                                                                | Amichevole                                                            | -                                                                     | 87’                                                                   |
| 17-4-2002                                                             | Milano                                                                | Italia                                                                | 1 – 1                                                                 | Uruguay                                                               | Amichevole                                                            | -                                                                     | 57’                                                                   |
| 12-2-2003                                                             | Genova                                                                | Italia                                                                | 1 – 0                                                                 | Portogallo                                                            | Amichevole                                                            | -                                                                     | 81’                                                                   |
| 30-4-2003                                                             | Ginevra                                                               | Svizzera                                                              | 1 – 2                                                                 | Italia                                                                | Amichevole                                                            | -                                                                     | 63’                                                                   |
| 3-6-2003                                                              | Campobasso                                                            | Italia                                                                | 2 – 0                                                                 | Irlanda del Nord                                                      | Amichevole                                                            | -                                                                     |                                                                       |
| 11-6-2003                                                             | Helsinki                                                              | Finlandia                                                             | 0 – 2                                                                 | Italia                                                                | Qual. Euro 2004                                                       | -                                                                     | 83’                                                                   |
| 20-8-2003                                                             | Stoccarda                                                             | Germania                                                              | 0 – 1                                                                 | Italia                                                                | Amichevole                                                            | -                                                                     | 64’                                                                   |
| 6-9-2003                                                              | Milano                                                                | Italia                                                                | 4 – 0                                                                 | Galles                                                                | Qual. Euro 2004                                                       | -                                                                     | 86’                                                                   |
| 10-9-2003                                                             | Belgrado                                                              | Serbia e Montenegro                                                   | 1 – 1                                                                 | Italia                                                                | Qual. Euro 2004                                                       | -                                                                     | 63’                                                                   |
| 18-4-2004                                                             | Palermo                                                               | Italia                                                                | 2 – 2                                                                 | Rep. Ceca                                                             | Amichevole                                                            | -                                                                     | 64’                                                                   |
| 31-3-2004                                                             | Braga                                                                 | Portogallo                                                            | 1 – 2                                                                 | Italia                                                                | Amichevole                                                            | -                                                                     | 58’                                                                   |
| 28-4-2004                                                             | Genova                                                                | Italia                                                                | 1 – 1                                                                 | Spagna                                                                | Amichevole                                                            | -                                                                     | 76’                                                                   |
| 14-6-2004                                                             | Guimarães                                                             | Danimarca                                                             | 0 – 0                                                                 | Italia                                                                | Euro 2004 - 1º turno                                                  | -                                                                     | 67’                                                                   |
| 18-6-2004                                                             | Porto                                                                 | Italia                                                                | 1 – 1                                                                 | Svezia                                                                | Euro 2004 - 1º turno                                                  | -                                                                     | 70’                                                                   |
| 22-6-2004                                                             | Guimarães                                                             | Italia                                                                | 2 – 1                                                                 | Bulgaria                                                              | Euro 2004 - 1º turno                                                  | -                                                                     |                                                                       |
| 18-8-2004                                                             | Reykjavík                                                             | Islanda                                                               | 2 – 0                                                                 | Italia                                                                | Amichevole                                                            | -                                                                     |                                                                       |
| 4-9-2004                                                              | Palermo                                                               | Italia                                                                | 2 – 1                                                                 | Norvegia                                                              | Qual. Mondiali 2006                                                   | -                                                                     |                                                                       |
| 9-10-2004                                                             | Celje                                                                 | Slovenia                                                              | 1 – 0                                                                 | Italia                                                                | Qual. Mondiali 2006                                                   | -                                                                     | 69’                                                                   |
| Totale                                                                |                                                                       | Presenze (74º posto)                                                  | 38                                                                    |                                                                       | Reti                                                                  | 2                                                                     |                                                                       |

## Palmarès

### Club

#### Competizioni nazionali
- Coppa Italia: 2

Parma: 1998-1999
Lazio: 2003-2004

#### Competizioni internazionali
- Coppa UEFA: 2

Parma: 1994-1995, 1998-1999
- Coppa Intertoto UEFA: 1

Udinese: 2000
- Supercoppa UEFA: 1

Valencia: 2004

### Nazionale
- Giochi del Mediterraneo: 1

 Bari 1997

### Individuale
- Capocannoniere della Coppa Italia: 1

Coppa Italia 2003-2004 (6 gol)